# Mateusz Kowalski
Mateusz Kowalski (ur. 30 września 1986 roku w Krakowie) – polski piłkarz. Zakończył karierę grając w Flint Fotball.

## Kariera klubowa

### Początki kariery
Mateusz Kowalski swoją przygodę z piłką nożną zaczynał w drużynie trampkarzy Wisły Kraków. W 2005 roku Kowalski występował z drużyną juniorów starszych Wisły na finałowym turnieju Mistrzostw Polski rocznika 1986. Na turnieju zagrał we wszystkich trzech meczach w podstawowym składzie i zdobył jedną bramkę w spotkaniu z juniorami Górnika Łęczna. Drużyna Wisły uplasowała się na czwartym, ostatnim miejscu w tabeli turnieju.

### Wypożycznie do Kolejarza Stróże
W 2005 roku Kowalski został wypożyczony na dwa lata do Kolejarza Stróże. Swoją pierwszą bramkę dla Kolejarza w rozgrywkach II Ligi zdobył 2 października, w wyjazdowym spotkaniu z Avią Świdnik. Było to jego jedyne trafienie w sezonie 2005-06. W sezonie 2006-07 Kowalski zdobył w barwach Kolejarza dwie bramki w lidze. Kolejarz zajął w tym sezonie drugie miejsce w ligowej tabeli, przez co zagrał w barażach o awans do wyższej klasy rozgrywkowej. Przeciwnikiem drużyny ze Stróż była Stal Stalowa Wola. Kolejarz pomimo zwycięstwa w pierwszym meczu 2-0, drugie spotkanie przegrał czterema bramkami przez co nie wywalczył awansu do I Ligi. Kowalski zagrał w obu meczach barażowych.

### Powrót do Wisły i triumf w Młodej Ekstraklasie

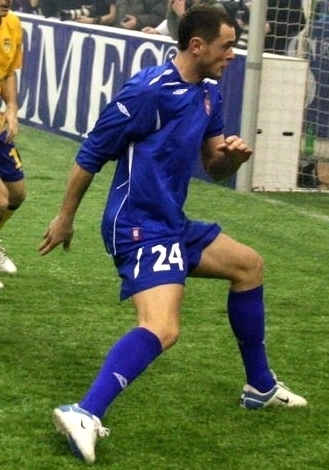
Kowalski w barwach Wisły Kraków

W sezonie 2007-08 Kowalski zagrał w 18 meczach, w młodej drużynie Wisły Kraków, z którą zwyciężył w rozgrywkach Młodej Ekstraklasy. Na rundą wiosenną sezonu 2007-08 Kowalski został włączony do kadry pierwszego zespołu Wisły Kraków. Swój debiut w pierwszej drużynie Wisły zaliczył 26 lutego 2008 roku w pierwszym meczu ćwierćfinału Pucharu Ekstraklasy z Jagiellonią Białystok. Kowalski wystąpił również w meczu rewanżowym, w którym Wisła pokonała Jagiellonie 5:0.

### Debiut w Ekstraklasie i wypożyczenie do Piasta
22 sierpnia 2008 roku Kowalski zadebiutował w Ekstraklasie, w zwycięskim dla Wisły spotkaniu z GKS Bełchatów. 9 stycznia 2009 roku Kowalski został wypożyczony na pół roku z opcją przedłużenia tego okresu do Piasta Gliwice. W drużynie Piasta zadebiutował 15 marca w spotkaniu Ekstraklasy z Arką Gdynia. W sumie w rundzie wiosennej sezonu 2008/2009 Mateusz Kowalski zagrał w 10 meczach Ekstraklasy, w barwach Piasta Gliwice. W tym samym sezonie został również Mistrzem Polski z Wisłą Kraków.

### Przejście do Garbarni Kraków
Od sierpnia 2013 roku Kowalski jest zawodnikiem drugoligowej Garbarni Kraków.

## Kariera reprezentacyjna
8 września 2009 roku zadebiutował w nowo powstałej reprezentacji Polski U-23 w towarzyskim spotkaniu z Walią. Pełnił w tym meczu funkcję kapitana zespołu. 11 października zagrał w meczu z Portugalią, które odbyło się w ramach turnieju International Challenge Trophy. 11 sierpnia 2010 roku wystąpił w drugim meczu turnieju z Irlandią Północną.

## Statystyki
| Klub                   | Sezon           | Liga            | Liga  | Liga   | Puchary krajowe | Puchary krajowe | Puchary europejskie | Puchary europejskie | Inne  | Inne   | Suma  | Suma   |
| Klub                   | Sezon           | Liga            | Mecze | Bramki | Mecze           | Bramki          | Mecze               | Bramki              | Mecze | Bramki | Mecze | Bramki |
| ---------------------- | --------------- | --------------- | ----- | ------ | --------------- | --------------- | ------------------- | ------------------- | ----- | ------ | ----- | ------ |
| Kolejarz Stróże (wyp.) | 2005-2006       | II Liga         | 20    | 1      | 2               | 0               | –                   | –                   | –     | –      | 22    | 1      |
| Kolejarz Stróże (wyp.) | 2006-2007       | II Liga         | 23    | 2      | 2               | 1               | –                   | –                   | 2     | 0      | 27    | 3      |
| Wisła Kraków           | 2007-2008       | Ekstraklasa     | 0     | 0      | 2               | 0               | –                   | –                   | –     | –      | 2     | 0      |
| Wisła Kraków           | 2008-2009 (j)   | Ekstraklasa     | 1     | 0      | 4               | 0               | 0                   | 0                   | –     | –      | 5     | 0      |
| Piast Gliwice (wyp.)   | 2008-2009 (w)   | Ekstraklasa     | 10    | 0      | 2               | 0               | –                   | –                   | –     | –      | 12    | 0      |
| Piast Gliwice (wyp.)   | 2009-2010       | Ekstraklasa     | 17    | 1      | 1               | 0               | –                   | –                   | –     | –      | 18    | 1      |
| Wisła Kraków           | 2010–2011       | Ekstraklasa     | 4     | 0      | 1               | 0               | 4                   | 0                   | –     | –      | 9     | 0      |
| Nieciecza              | 2011-2012       | I liga          | 16    | 1      | –               | –               | –                   | –                   | –     | –      | 16    | 1      |
| Suma                   | Kolejarz Stróże | Kolejarz Stróże | 43    | 3      | 4               | 1               | –                   | –                   | 2     | 0      | 49    | 4      |
| Suma                   | Wisła Kraków    | Wisła Kraków    | 5     | 0      | 7               | 0               | 4                   | 0                   | –     | –      | 16    | 0      |
| Suma                   | Piast Gliwice   | Piast Gliwice   | 27    | 1      | 3               | 0               | –                   | –                   | –     | –      | 30    | 1      |

## Osiągnięcia

### Wisła Kraków (ME)
- Młoda Ekstraklasa: 2007-08

### Wisła Kraków
- Ekstraklasa: 2008-09, 2010-11